# Йонецу Міва
Йонецу Міва (яп. 米津 美和; нар. 4 грудня 1979, Осака, Японія) — японська футболістка, нападниця, виступала в збірній Японії.

## Клубна кар'єра
Йонецу народилася 4 грудня 1979 року в префектурі Осака. Закінчила дівочий коледж «Хімеді Гакуйн». З 2004 по 2011 рік виступала в «ІНАК Кобе Леонесса».

## Кар'єра в збірній
29 липня 2009 року, у віці 29 років, дебютувала у футболці національної збірної Японії в поєдинку проти Німеччини. У 2009 році  зіграла у футболці збірної зіграла 2 матчі.

## Досягнення
- Чемпіонат Японії
  -  Чемпіон (1): 2011

## Статистика виступів у збірній
| жіноча національна збірна Японії | жіноча національна збірна Японії | жіноча національна збірна Японії |
| Рік                              | Матчі                            | Голи                             |
| -------------------------------- | -------------------------------- | -------------------------------- |
| 2009                             | 2                                | 0                                |
| Загалом                          | 2                                | 0                                |